# Закомо
Закомо је насељено мјесто у општини Рогатица, Република Српска, БиХ. Према попису становништва из 1991. у насељу је живјело 179 становника.
Овдје се налази Црква Свете великомученице Марине у Закому.

## Становништво
Према пописима становништва које је спровела Аустроугарска у Закому је живело:
| Година пописа | Укупан број становника | Срба-православаца | Муслимана (Мухамеданаца) |
| ------------- | ---------------------- | ----------------- | ------------------------ |
| 1879          | 152                    | 100 (65,8%)       | 52 (34,2%)               |
| 1885          | 187                    | 122 (65,2%)       | 65 (34,8%)               |
| 1910          | 225                    | 147 (65,3%)       | 78 (34,7%)               |

Ово становништво је живело у кућама којих је било:
| Број кућа у Закому |      |      |      |
| Година пописа      | 1879 | 1885 | 1910 |
| Број кућа          | 24   | 27   | 40   |

По пописима становништва од 1885 год. и 1910. год. социјални статус становништва је био:
| Властела | Тежаци | Кметови | Надничари | Жене и деца |
| 2        | 16     | 33      | 1         | 135         |

|                       | Земљопоседник са кметовима | Земљопоседник без кметова | Слободни сељаци | Кметови | Кметови уједно слободни сељаци | Претежно слободни сељаци | Друге делатности у пољопривреди |
| Број                  | 1                          | 4                         | 10              | 23      | 1                              | 1                        | 2                               |
| Број чланова породице | 6                          | 21                        | 45              | 99      | 4                              | 5                        | 3                               |

| Демографија | Демографија | Демографија |
| Година      | Становника  | Становника  |
| ----------- | ----------- | ----------- |
| 1991.       | 179         |             |